# Алімжанов Ельмір Ельдарович
Ельмір Ельдарович Алімжанов (17 вересня 1991, Алмати, Казахстан) — казахський фехтувальник на шпагах, чемпіон Азії, призер Азійських ігор, учасник Олімпійських ігор 2012 та 2024 років.

## Виступи на Олімпіадах
| Олімпіада   | Дисципліна          | Місце |
| ----------- | ------------------- | ----- |
| Лондон 2012 | індивідуальна шпага | 11    |
| Париж 2024  | індивідуальна шпага | 14    |
| Париж 2024  | командна шпага      | 6     |